# Langmuirsond

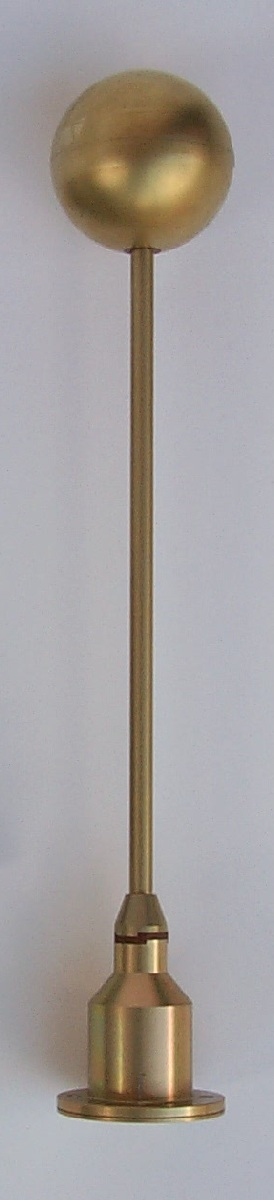
En av de två Langmuirsonder från Institutet för rymdfysik i Uppsala som finns på ESAs rymdfarkost Rosetta, på väg mot en komet. Sonden är själva kulan, som är 50 mm i diameter och gjord i titan med en ytbeläggning av titannitrid. Avsikten med denna speciella Langmuirsond är att mäta rymdplasmats egenskaper runt kometen.

En Langmuirsond används för att mäta olika egenskaper hos ett plasma. Främst används Langmuirsonder för att mäta plasmats täthet (hur många fria elektroner det finns per volymenhet) och elektrontemperaturen, men beroende på probens utförande och den elektronik som ansluts, kan den användas för många olika mätningar, bland annat av jontemperatur, elektriska fält och satelliters och rymdsonders elektriska spänning gentemot rymdplasmat. Langmuirsonder används både i laboratorier på jorden och på rymdfarkoster.
Den grundläggande mätprincipen bakom Langmuirsonder är enkel. Man lägger en elektrisk spänning mellan en ledande yta av något slag, som utgör själva sonden, och någon form av elektrisk jord, och mäter den resulterande strömmen. Sonden är oftast en sfär, cylinder eller en liten plan yta. I laboratoriet kan jord vara plasmakammarens vägg, i rymden jordar man oftast mot rymdfarkostens chassi, vilket i sin tur står i kontakt med rymdplasmat genom farkostens ledande yta. Om spänningen på sonden är positiv kommer sonden att dra till sig elektroner, om den är negativ drar sonden istället till sig positiva joner. Ju fler partiklar det finns, desto större blir strömmen, så mätningen av strömmen blir en mätning av tätheten. Genom att undersöka hur strömmen ändras, när spänningen varieras, kan man också räkna fram andra parametrar, exempelvis elektrontemperaturen.
Langmuirsonden är uppkallad efter en av pionjärerna på området, Nobelpristagaren Irving Langmuir.